# Стрекалов Геннадій Михайлович
Генна́дій Миха́йлович Стрека́лов (нар.28 жовтня 1940 — пом.25 грудня 2004) — радянський і російський космонавт, двічі Герой Радянського Союзу, льотчик-космонавт СРСР (№ 49), космонавт-дослідник космічного корабля «Союз Т-3» і орбітальної станції «Салют-6», бортінженер кораблів «Союз Т-11» та станції «Салют-7». Здійснив п'ять космічних польотів — в 1980, 1983, 1984, 1990, 1995.